# Кімалов Олександр Савелійович
Олександр Савелійович Кімалов (нар. 28 серпня 1948 — пом. 25 серпня 1973, Миколаїв, УРСР) — радянський футболіст, нападник. Майстер спорту СРСР з 1969 року. У складі «Суднобудівника» виходив на поле в півфінальному матчі Кубку СРСР 1969.

## Життєпис
Розпочинав грати в футбол у миколаївському ДЮСШ «Суднобудівник». У 1966 році дебютував у дорослій команді «Суднобудівника». У сезоні 1968 року в складі миколаївської команди брав участь у перехідному турнірі за місце у вищій лізі. Вніс свій внесок у тріумфальний виступ «Суднобудівника» 1969 році в розіграші Кубку СРСР. Кімалов відкрив рахунок у додатковий час матчу 1/8 фіналу в Казані з «Рубіном», а потім — на 5-й хвилині чвертьфінального поєдинку в Лужниках проти московського «Торпедо». Обидва ці голи були забиті в фірмовому стилі Кімалова з «сухого листа» — після виконання кутових ударів. Виходив на поле в півфінальному матчі Кубку СРСР проти львівських «Карпат». За високі спортивні досягнення в цьому сезоні всі гравці команди отримали звання майстрів спорту СРСР.
25 серпня 1973 року в Миколаєві під час відпочинку в ресторані убитий ударом багнета німецької гвинтівки. Помер на місці. Не дожив 3 дня до 25 років.

## Статистика
Статистика клубних виступів:
| Клуб                       | Сезон             | Чемпіонат | Чемпіонат | Кубок | Кубок | Загалом | Загалом |
| Клуб                       | Сезон             | Матчі     | Голи      | Матчі | Голи  | Матчі   | Голи    |
| -------------------------- | ----------------- | --------- | --------- | ----- | ----- | ------- | ------- |
| «Суднобудівник» (Миколаїв) | 1966              | 2         | 0         | 0     | 0     | 2       | 0       |
| «Суднобудівник» (Миколаїв) | 1967              | 22        | 3         | 2     | 0     | 24      | 3       |
| «Суднобудівник» (Миколаїв) | 1968              | 39        | 5         | 1     | 0     | 40      | 5       |
| «Суднобудівник» (Миколаїв) | 1969              | 30        | 4         | 6     | 3     | 36      | 7       |
| «Суднобудівник» (Миколаїв) | 1970              | 9         | 1         | 2     | 2     | 11      | 3       |
| «Суднобудівник» (Миколаїв) | 1971              | 41        | 2         | —     | —     | 41      | 2       |
| «Суднобудівник» (Миколаїв) | 1972              | 18        | 4         | —     | —     | 18      | 4       |
| «Суднобудівник» (Миколаїв) | 1973              | 12        | 1         | —     | —     | 12      | 1       |
| Усього за кар'єру          | Усього за кар'єру | 173       | 20        | 11    | 5     | 184     | 25      |